# Фотосенсибілізатор

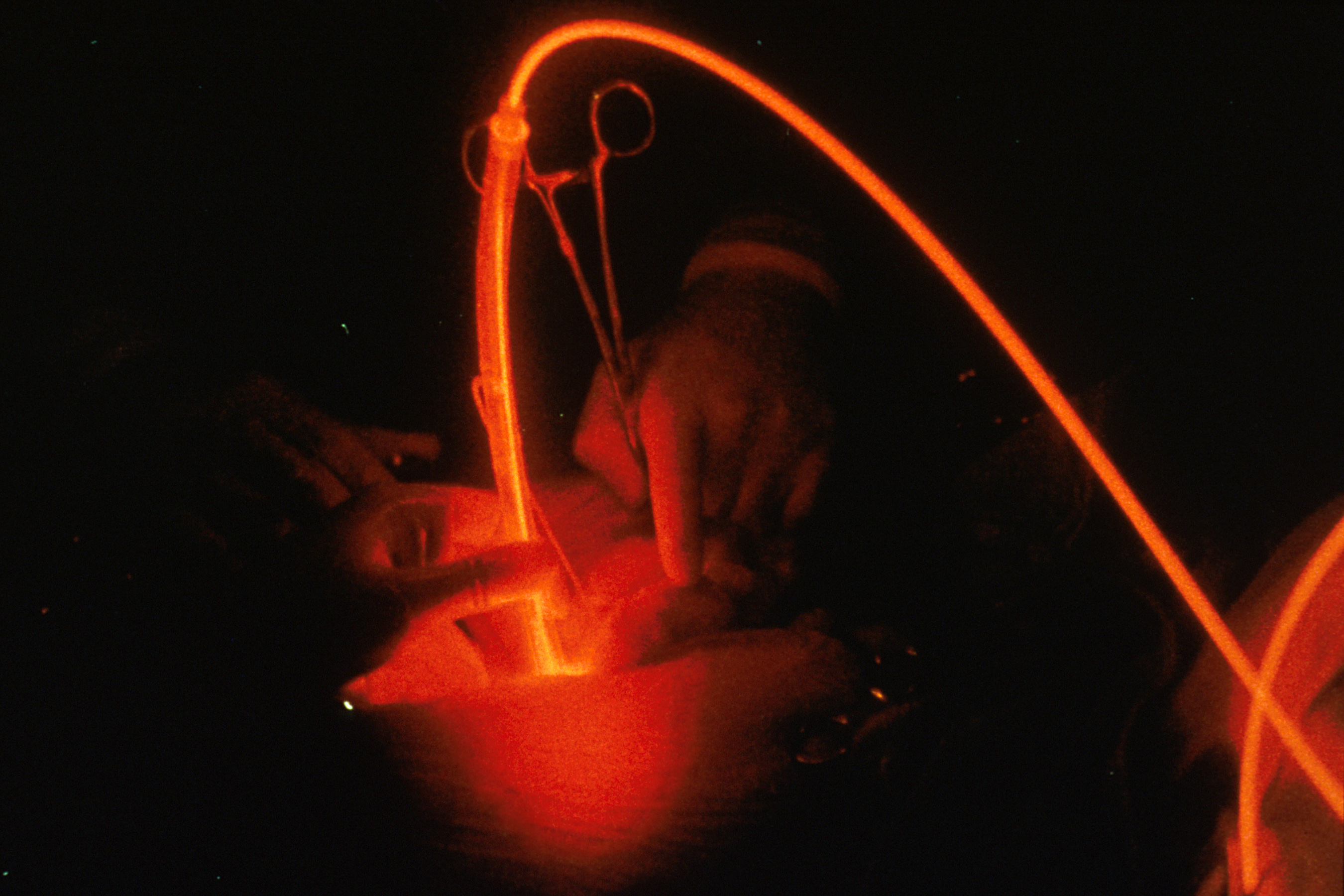
Фотосенсибілізатор знайшов застосування в фотодинамічній терапії.

Фотосенсибілізатор (англ. photosensitizer, рос. фотосенсибилизатор) — речовина, молекули якої після абсорбції світла викликають фотохімічні чи фотофізичні перетворення в іншій молекулярній частинці. Ці молекули самі не реагують, але є або безвипромінювальними переносниками енергії збудження, або здійснюють фотоперенесення електронів до реагентів, тим самим регенеруючись для наступних актів. Фотосенсибілізатор звичайно не витрачається в реакції. У випадку, коли хімічні перетворення відбуваються багатократно, фотосенсибілізатор є еквівалентним до фотокаталізатора.